# Les Temps Modernes

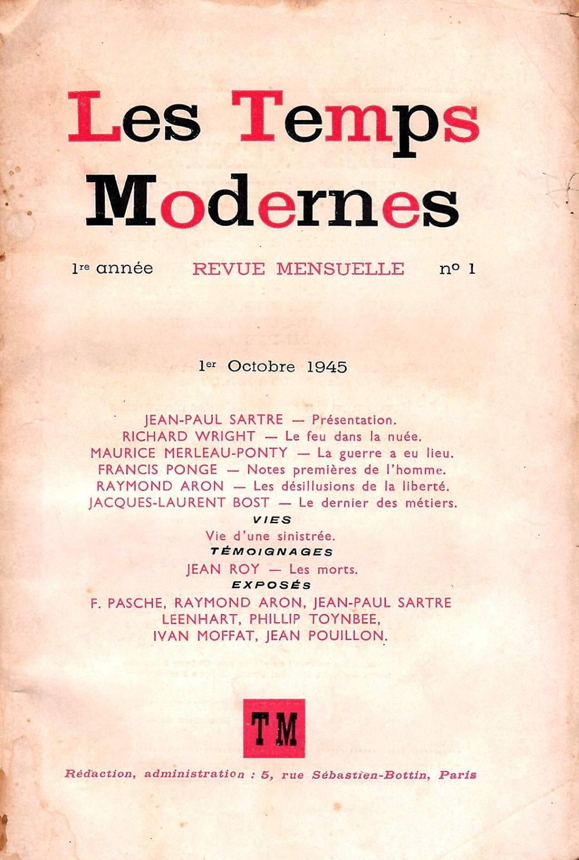
Erstes Titelblatt vom 1. Oktober 1945

Les Temps modernes war eine von Simone de Beauvoir und Jean-Paul Sartre im Oktober 1945 begründete literarisch-politische Zeitschrift. Sie erschien zuletzt in Paris bei Gallimard in unregelmäßigen Abständen und wurde im Mai 2019 vom Verlag eingestellt. Die letzte und 700. Ausgabe erschien im Dezember 2018.
Der Titel der Zeitschrift ist Charlie Chaplins Kinofilm Modern Times (1936) entlehnt.
Die Zeitschrift ist dem linken politischen Spektrum zuzuordnen und hatte lange Zeit starken Einfluss auf das öffentliche politische Leben in Frankreich. In den politischen Auseinandersetzungen des Kalten Krieges, des Algerienkriegs, der Kubakrise, der 68er-Bewegung und anderen bezog die Zeitschrift prononciert Stellung und solidarisierte sich mit den Positionen und Aktivitäten marxistischer Parteien, marxistisch inspirierter sozialer Bewegungen und antikolonialistischer Unabhängigkeitsbewegungen. Zur Zeit ihrer größten Verbreitung während der 1960er-Jahre erreichte sie eine Auflage von über 20.000 Exemplaren.

## Sartre und Les Temps modernes

### Vorgeschichte und Gründung
Während der Zeit der Okkupation von Teilen Frankreichs im Zweiten Weltkrieg waren in der deutschen Besatzungszone eine Reihe von illegalen Zeitschriften gegründet worden, die, wie der von Albert Camus geleitete Combat, aus Widerstandsgruppen der Résistance hervorgegangen waren. Auch Jean-Paul Sartre hatte 1941 eine kleine Widerstandsgruppe gegründet, die sich „Socialisme et Liberté“ nannte, aber nur kurzzeitig tätig war (Verbreitung von Flugblättern u. ä.) und bereits Ende 1941 wieder aufgelöst wurde. Wie Simone de Beauvoir in ihren Memoiren berichtet, wurden im Freundeskreis Publikationen und Aktivitäten für die Zeit nach der Besatzung geplant und diskutiert:

„Wir brauchten nur beisammen zu sein und schon fühlten wir uns einig und stark. Wir versprachen uns, für immer einen Bund zu schließen gegen die Systeme, die Ideen, die Menschen, die wir verurteilten. Die Stunde ihrer Niederlage würde kommen. Dann würde die Zukunft wieder offenstehen, und es wäre an uns, sie vielleicht politisch, bestimmt aber geistig zu formen. Wir sollten der Nachkriegszeit eine Ideologie liefern. Wir hatten klare Vorstellungen … Sartre war entschlossen, eine Zeitschrift zu gründen, die wir alle zusammen leiten würden.“

Les Temps modernes konnte einen Teil der publizistischen Lücke füllen, die durch das von 1944 bis 1953 geltende Erscheinungsverbot der Nouvelle Revue Française, die ebenfalls im Verlag Gallimard erschienen war, entstand. Sartre fungierte als Gründer und Herausgeber der neuen Zeitschrift. Zu den Mitbegründern zählten Simone de Beauvoir und Maurice Merleau-Ponty. Im September 1944 stand das Redaktionskomitee fest. Die erste Redaktion setzte sich aus Raymond Aron, Simone de Beauvoir, Michel Leiris, Maurice Merleau-Ponty, Albert Ollivier und Jean Paulhan zusammen.

### Sartres „Vorstellung von Les Temps modernes“
In seiner Vorstellung von Les Temps modernes in der ersten Nummer vom 1. Oktober 1945 skizzierte Sartre sein Konzept einer engagierten Literatur, das er später in dem Essay Was ist Literatur?, der zunächst auch in Les Temps modernes (Nr. 17–22, 1947) veröffentlicht wurde, gegen seine Kritiker verteidigte und ausformulierte. Die Idee einer in ihrer Epoche „situierten“, auf ihre „gesellschaftliche Funktion“ (der Befreiung von ökonomischer Ausbeutung und politischer Unterdrückung) gerichteten Literatur wollte er auch in der neuen Zeitschrift verwirklicht finden. Sartre wandte sich mit einem Aufruf an alle Gleichgesinnten:

„Wir appellieren an alle Gutwilligen; alle Manuskripte, woher sie auch kommen, werden angenommen, wenn sie sich nur von Gedankengängen leiten lassen, die sich mit den unsrigen treffen, und wenn sie zudem literarischen Wert haben. Ich erinnere daran, daß das Engagement in der „engagierten Literatur“ auf keinen Fall die Literatur außer Acht lassen darf, und daß es unsere Aufgabe sein muß, ebenso der Literatur zu dienen, indem wir ihr frisches Blut zuführen, wie der Gemeinschaft, indem wir versuchen, ihr die Literatur zu geben, die sie braucht.“

Sartre entwarf in der Vorstellung von Les Temps modernes keine näher bestimmte inhaltliche Ausrichtung und auch kein redaktionelles Konzept für die Zeitschrift. Der Text stellt eher eine literarisch-philosophische Standortbestimmung dar und skizziert Sartres persönliches Arbeitsprogramm für die kommenden Jahre. Daraus leitete Sartre in wenigen Sätzen sehr allgemein formulierte Zielsetzungen für die Zeitschrift ab. Während für die Zeitschrift damit ein breites Spektrum an Themen und Beiträgen eröffnet wurde, lassen sich die Kernthemen von Sartres Text (die Rolle des Schriftstellers in seiner Epoche, Flaubert als Prototyp des „bürgerlichen“ Schriftstellers, Entwicklung einer „synthetischen“ Anthropologie) in seinen Publikationen und öffentlichen Stellungnahmen der Folgejahre unschwer wiederfinden (z. B. Was ist Literatur?, Der Idiot der Familie, Fragen der Methode und Kritik der dialektischen Vernunft).

### Herausgeberschaft und Redaktion
Sartre sah sich selbst in der Rolle des literarischen und philosophischen Autors, nicht eines Zeitungsredakteurs. Die Leitung der Zeitschrift musste daher von Beginn an von anderen wahrgenommen werden. In den ersten Jahren wurden die Agenden der Chefredaktion vor allem von Maurice Merleau-Ponty und Simone de Beauvoir ausgeübt, während Sartre als Verfasser zahlreicher eigener Beiträge tätig wurde. Wie bei anderen Zeitschriften, die in der Zeit der Résistance oder unmittelbar nach dem Kriegsende gegründet worden waren, brachen im Zeichen des beginnenden Kalten Krieges in der Redaktion von Les Temps modernes bald Auseinandersetzungen über die Blattlinie aus. Dies führte dazu, dass Aron und Ollivier bereits 1946 wieder aus dem Redaktionskomitee ausschieden.
Während der politische Teil der Zeitschrift von Sartre und seinen engsten Mitarbeitern als publizistische Plattform des philosophischen und politischen Existentialismus genutzt wurde, wies die Zeitschrift im humanwissenschaftlichen und künstlerischen Teil größere Vielfalt auf. Hier waren die Kontakte der Redaktionsmitglieder zu weiten Kreisen der Pariser Intellektuellen fruchtbar. Gewichtige redaktionelle Beiträge wurden in diesem Bereich unter anderem von Claude Lévi-Strauss, Jean-Bertrand Pontalis und Jean Pouillon erbracht.
Maurice Merleau-Ponty war mit der Entwicklung von Sartres politischen und philosophischen Positionen ab 1949 nicht einverstanden und zog sich als Chefredakteur der Zeitschrift immer mehr zurück. Daraufhin kam es in den Jahren 1950 bis 1953 zur redaktionellen Krise. Merleau-Ponty war nicht mehr bereit, die von Sartre 1950 deklarierte „Weggenossenschaft“ mit der kommunistischen Partei (PCF) zu teilen, was eine Pattstellung in Bezug auf die Leitung des politischen Teils der Zeitschrift zur Folge hatte. 1953 verließ Merleau-Ponty schließlich die Redaktion. Die in seinem Buch Die Abenteuer der Dialektik (1955) geführte Auseinandersetzung mit Sartres Artikelserie Die Kommunisten und der Frieden (Les Temps modernes. 1952–54) führte schließlich zum Bruch zwischen den beiden langjährigen Weggefährten.
Die turbulenten Ereignisse in der Redaktion und der öffentlich geführte politische Richtungsstreit unter den Pariser Intellektuellen während der Nachkriegsjahre wurden von Simone de Beauvoir in ihrem Roman Die Mandarins von Paris (1954) geschildert, für den sie den „Prix Goncourt“ erhielt.
Auch in späteren Jahren kam es immer wieder zu personellen Wechseln in der Redaktion und in der Folge zu Änderungen in der inhaltlichen Gewichtung der Artikel der Zeitschrift. Die grundsätzliche politische Ausrichtung blieb jedoch unverändert.

## Themenbereiche
Howard Davies hat in seiner Studie über Les Temps modernes fünf Hauptthemenbereiche erhoben und deren prozentualen Anteil für die Zeit von 1945 bis 1985 verglichen: Die Zeitschrift veröffentlichte Aufsätze zu politischen, literarischen, humanwissenschaftlichen, künstlerischen und vermischten Themen. Bis September 1963 kamen (mit leichten Schwankungen) politische und literarische Themen auf einen Anteil von jeweils etwa 30 %, humanwissenschaftliche auf 15 bis 19 % und künstlerische Themen auf 12 bis 16 %. In den Jahren danach wuchs der Anteil an politischen Artikeln bis 1985 auf 61 % an, während der Anteil literarischer Themen auf 10 % und der Anteil künstlerischer Themen auf 4 % sank.

## Verlag, Herausgeber und Redaktion
Die Zeitschrift wechselte im Lauf der Jahre mehrfach den Verlag: Von Oktober 1945 bis Dezember 1948 erschien sie bei Gallimard, von Januar 1949 bis September 1965 bei Julliard, von Oktober 1965 bis März 1985 bei Presses d’aujourd’hui und seit 1985 erschien sie wieder bei Gallimard.
Bis zu seinem Tod im Jahr 2018 wurde das Magazin von Claude Lanzmann herausgegeben, der seit Beginn der 1950er-Jahre Mitglied der Redaktion war.
Der Redaktion gehörten unter anderem Claude Lanzmann, Juliette Simont, Adrien Barrot, Joseph Cohen, Michel Deguy, Liliane Kandel, Jean Khalfa, Patrice Maniglier, Jean Pouillon, Robert Redeker, Marc Sagnol, Gérard Wormser und Raphael Zagury-Orly an. Die Zeitschrift erschien zuletzt in Zwei- oder Mehrmonatsheften in einer Auflage von etwa 3000 Exemplaren.
Im Mai 2019 teilte der Verlag Gallimard mit, dass die Zeitschrift nicht mehr in der bisherigen Form erscheinen, sondern durch eine Buchreihe unter gleichem Titel abgelöst wird, die vom Redaktionskomitee der Zeitschrift betreut werden soll.